# Edward Benguiat
Ephram Edward Benguiat, dit Ed Benguiat, né le 27 octobre 1927 à Brooklyn (New York) et mort le 15 octobre 2020, est un graphiste et créateur de caractères américain.

## Biographie
Edward Benguiat grandit à Brooklyn. Il fréquente la Canarsie High School. C’est aussi un percussionniste de jazz, qui a joué sous le nom de Eddy Benart dans de nombreux big bands, dont ceux de Stan Kenton, Claude Thornhill et Woody Herman. Lors de son engagement dans l’Armée de l’air pendant la Seconde Guerre mondiale, il devient pilote — moyennant une copie falsifiée de son acte de naissance, car il était trop jeune pour s'enrôler — et il possède son propre avion.
Cependant, il choisit de faire de l’illustration et du graphisme son métier principal.
Il entre au Workshop School of Advertising Art avec comme but avoué de dessiner des nus. Il se retrouvera embauché pour retoucher des images en supprimant les décolletés qui choquent la censure. Reconnaissant qu’il ne fera pas carrière dans le dessin, il se tourne vers le graphisme, la typographie et la calligraphie.
En 1953, il est directeur associé du magazine Esquire. Il ouvre son propre studio de création graphique.
En 1961, il est directeur typographique de Photo-Lettering, Inc. En 1970, il rejoint l’International Typeface Corporation (ITC) dont il devient vice-président.
Il a produit plus de 600 polices différentes, parmi lesquelles Tiffany, Bookman, Edwardian Script, et les familles Benguiat et Benguiat Gothic, principalement pour la fonderie ITC.
Il réalise aussi de nombreux logotypes, notamment ceux des organes de presse (Esquire, The New York Times, Playboy, Sports Illustrated, etc.) et des grandes marques (Coke, AT&T, A&E, Estée Lauder, etc.).
Il enseigne à la School of Visual Arts de New York et, en 2000, il a été introduit au Art Directors Club Hall of Fame.

## Caractères
- ITC Avant-Garde Gothic
- ITC Benguiat
- ITC Bookman
- ITC Barcelona
- ITC Cheltenham Handtooled
- ITC Edwardian Script
- ITC Korinna
- ITC Panache
- ITC Souvenir
- ITC Tiffany
- Ed Brush
- Ed Gothic
- Ed Interlock
- Ed Roman
- Ed Script

Benguiat Gothic.
Bookman.